# ویدئوی اچ‌دی
ویدئوی اچ‌دی (به انگلیسی: HD video) یا ویدئوی وضوح بالا (به انگلیسی: High-definition video)، به سامانه‌های ویدئویی با تفکیک‌پذیری بالاتری نسبت به ویدئوی وضوح استاندارد (اس‌دی) گفته می‌شود و عمدتاً شامل وضوح ۷۲۰×۱۲۸۰ پیکسل (720p) یا ۱۰۸۰×۱۹۲۰ پیکسل (1080i/1080p) است. این مقاله در مورد مفاهیم پایهٔ ویدئوی وضوح بالا بحث می‌کند و نه کاربردهای خاص آن در پخش تلویزیونی (HDTV)، قالب‌های ضبط تصویر، دیسک‌های نوری بلو-ری و قالب نوار ویدئویی D-VHS.

مقایسهٔ تفکیک‌پذیری
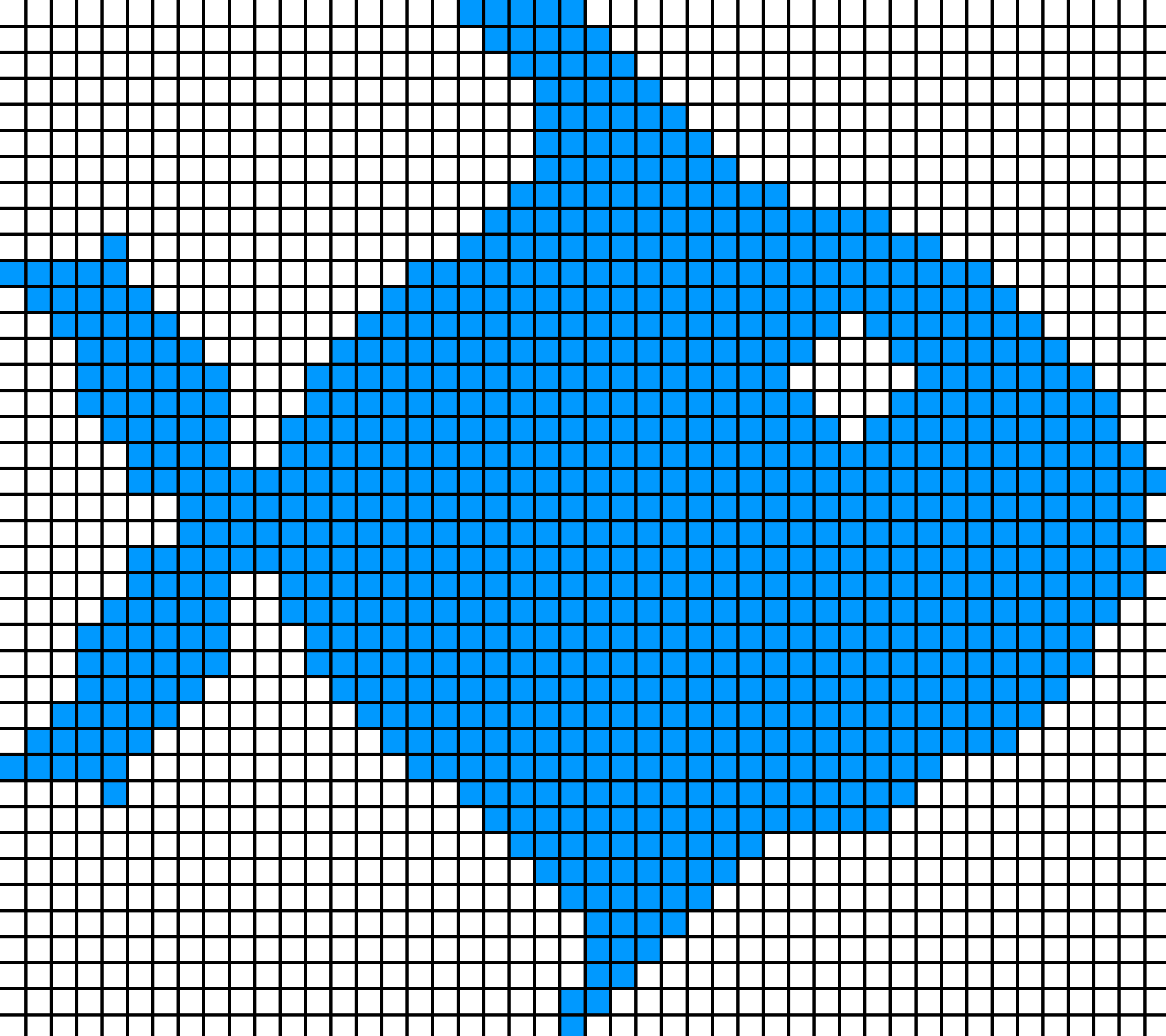
ویدئوی وضوح بالا، چهار برابر واضح‌تر از استاندارد.
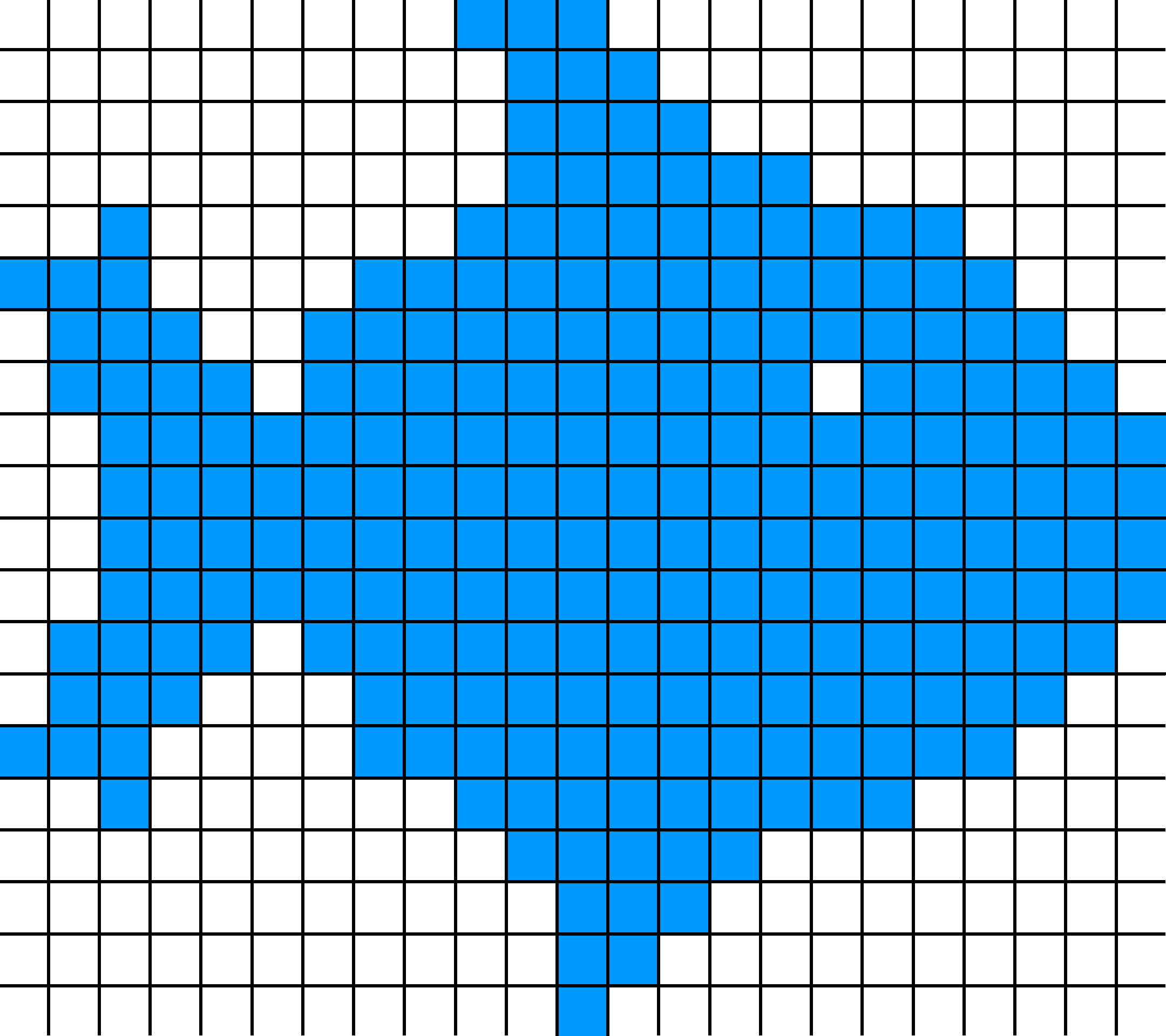
وضوح استاندارد.

## دورهٔ تکامل (۱۹۴۸ تا دههٔ ۱۹۷۰): تلویزیون وضوح پایین به جای وضوح بالا
از یک دورنمای تاریخی، ان‌تی‌اس‌سی یا سیستم-ام اولین قالب ارسال تلویزیونی اچ‌دی بود.
سیستم-ام، انحصار ویدئوی اچ‌دی را از ۱۹۴۸ تا ۱۹۵۶ در اختیار داشت. تنها سامانهٔ پخش تلویزیوی موجود در اروپا در آن زمان از ۴۰۵ خط (بریتانیا، همچنین از آن با عنوان سیستم-ای هم نام برده می‌شد) یا ۴۴۱ خط (فرانسه، گرچه هرگز از یک نقش‌دهندهٔ سیستم بحث نشد) استفاده می‌کرد.
سپس اروپایی‌ها سامانهٔ ۶۲۵ خط را با پال (PAL) یا سکام (SECAM) به عنوان استاندارد رنگ، استانداردسازی کردند. دراصل، پال به قالب تصویری وضوح بالا تبدیل شد. فرانسه یک سیستم ۸۱۹ خط را که تک‌فام بود آزمایش کرد اما به دلیل مسائل هماهنگ‌سازی و عدم به‌کارگیری آن در سایر کشورها جز در بلژیک آن را ترک کرد.

## دههٔ ۱۹۸۰: جهش‌های بزرگ فناوری به سوی نقطه‌های کور
مشخصه‌های اصلی اچ‌دی به آغاز دههٔ ۱۹۸۰ برمی‌گردد، زمانی که ژاپن، استاندارد تلویزیونی ۱۱۲۵-خط های‌ویژن (همچنین با نام MUSE) را که با ۳۰ فریم در ثانیه اجرا می‌شد توسعه داد. ژاپن این استاندارد را در یک اجتماع بین‌المللی مهندسان تلویزیونی در الجزایر در سال ۱۹۸۱ ارائه کرد و ان‌اچ‌کی ژاپن، سیستم اچ‌دی‌تی‌وی آنالوگ خود را در کنفرانس سوئیس در ۱۹۸۳ عرضه داد.
سیستم ان‌اچ‌کی در ایالات متحده به عنوان استاندارد#۲۴۰ام SMPTE (انجمن تصاویر متحرک و مهندسان تلویزیونی) در اوایل دههٔ ۱۹۹۰ استانداردسازی شد، اما بعداً در زمانی که با یک سیستم آنالوگ دی‌وی‌بی جایگزین شد، متروک ماند. های‌ویژن هنوز هم برای تبادل ویدئوی اچ‌دی‌تی‌وی قابل استفاده است اما تقریباً هیچ وسیله‌ای نیست که این عملگر را اجرا کند. تلاش‌ها برای تطبیق اجباری های‌ویژن به یک کانال پخش ۶مگاهرتزی عمدتاً ناموفق بود. تمام تلاش‌ها برای استفاده از این قالب به عنوان پخش تلویزیونی زمینی در اواسط دههٔ ۱۹۹۰ ترک گفته شد.
اروپایی‌ها ‎HD-MAC (۱۲۵۰ خط، ۵۰ هرتز)‎ را به عنوان یک استاندارد تصویری توسعه دادند اما هیچ‌گاه به عنوان یک قالب پخش ویدئویی زمینی موفق نبود. HD-MAC هیچ‌گاه به عنوان سیستم تبادل ویدئویی جز در اتحادیه پخش اروپایی برگزیده نشد.
استاندارد وضوح بالای کنونی در آمریکای شمالی در طی دورهٔ فرایندهای تلویزیونی پیشرفته که به وسیلهٔ کمیسیون ارتباطات فدرال در ۱۹۸۷ بنا به درخواست پخش‌کنندگان آمریکایی آغاز گشته بود توسعه داده شد. در حقیقت، پایان دههٔ ۱۹۸۰ ناقوس مرگی بود برای بیش‌تر فناوری‌های وضوح بالایی که تا آن زمان توسعه داده شده بودند.

## دههٔ ۱۹۹۰: دی‌وی‌بی و استانداردسازی‌ها
فرابردهای FCC که توسط کمیتهٔ سامانه‌های تلویزیونی پیش‌رفته (ATSC) هدایت می‌شد، گستره‌ای از استانداردها را از ویدئوی ۱۰۸۰خطی اینترلیسد (یک نزول تکنیکی از سیستم اصلی ۱۱۲۵خط/۳۰فریم بر ثانیهٔ ان‌اچ‌کی) با حداکثر میزان ۳۰ فریم بر ثانیه، و ویدئوی ۷۲۰ خط با اسکن پراگرسیو با حداکثر میزان ۶۰ فریم بر ثانیه، به کار گرفت.
با این وجود در نهایت، استاندارد تفکیک‌پذیری‌های دی‌وی‌بی (۱۰۸۰، ۷۲۰، ۴۸۰...) و میزان فریم‌های آن (۲۴، ۲۵، ۳۰) با الحاق به اروپایی‌ها که در فرایند استانداردسازی مشابهی بودند به کار گرفته شد. اف‌سی‌سی به‌طور رسمی استاندارد انتقال ای‌تی‌اس‌سی (که شامل هر دوی استانداردهای اچ‌دی و اس‌دی بود) را در سال ۱۹۹۶ به کار گرفت و اولین پخش آن در ۲۸ اکتبر ۱۹۹۸ بود.

## دههٔ ۲۰۰۰: پذیرش اچ‌دی‌تی‌وی جهانی، اما استانداردسازی رو به زوال
در آغاز دههٔ ۲۰۰۰ میلادی به نظر می‌آمد که دی‌وی‌بی، استاندارد ویدئویی آینده خواهد بود. با این وجود، هم برزیل و هم چین، از کدک‌های تصویری غیراستاندارد (ام‌پی۴، و یک کدک تصویری متن-باز) استفاده کردند که به‌گونه‌ای، هماهنگ‌سازی‌هایی را که بعد پس از دهه‌ها پخش تلویزیونی آنالوگ ناهماهنگ در امید آن بودند نقض کردند. به دلیل آن‌که تلویزیون وضوح بالا به یک ارائهٔ ریاضی‌وار از یک سیگنال ویدئویی تبدیل شده و نیز قابلیت‌های رایانه‌ای بسیار ارزان است، این مسائل استاندارسازی تا کنون نقش کوچکی را ایفا کرده‌اند.

## جزئیات فنّی

### فرم‌های ویدئویی وضوح بالای استاندارد
| حالت ویدئو | اندازهٔ فریم در پیکسل (W×H) | پیکسل در تصویر۱ | نوع اسکن  | میزان فریم (Hz)                          |
| ۵۷۶p۲      | ۷۲۰ × ۵۷۶                  | ۴۰۵٬۵۰۴         | پراگرسیو  | ۲۵، ۵۰                                   |
| ۷۲۰p       | ۱۲۸۰ × ۷۲۰                 | ۹۲۱٬۶۰۰         | پراگرسیو  | ۲۳٫۹۷۶، ۲۴، ۲۵، ۲۹٬۹۷، ۳۰، ۵۰، ۵۹٫۹۴، ۶۰ |
| ۱۰۸۰i      | ۱۹۲۰ × ۱۰۸۰                | ۲٬۰۷۳٬۶۰۰       | اینترلیسد | ۲۵، ۲۹٫۹۷، ۳۰                            |
| ۱۰۸۰p      | ۱۹۲۰ × ۱۰۸۰                | ۲٬۰۷۳٬۶۰۰       | پراگرسیو  | ۲۳٫۹۷۶، ۲۴، ۲۵، ۲۹٫۹۷، ۳۰، ۵۰، ۶۰        |
| ۲K         | ۲۰۴۸ × ۱۵۳۶                | ۳٬۱۴۵٬۷۲۸       | پراگرسیو  |                                          |
| ۲۱۶۰p      | ۳۸۴۰ × ۲۱۶۰                | ۸٬۲۹۴٬۴۰۰       | پراگرسیو  |                                          |
| ۴K         | ۴۰۹۶ × ۳۰۷۲                | ۱۲٬۵۸۲٬۹۱۲      | پراگرسیو  |                                          |
| ۲۵۴۰p      | ۴۵۲۰ × ۲۵۴۰                | ۱۱٬۴۸۰٬۸۰۰      | پراگرسیو  |                                          |
| ۴۳۲۰p      | ۷۶۸۰ × ۴۳۲۰                | ۳۳٬۱۷۷٬۶۰۰      | پراگرسیو  | ۵۰، ۶۰                                   |

یادداشت: ۱ تصویر یا یک فریم است یا در صورتی که نوع اسکن، اینترلیسد باشد یک فیلد است. ۲ ۵۷۶p تنها در استرالیا به عنوان اچ‌دی شناخته می‌شود.